# ویمبرلی (تگزاس)
ویمبرلی، تگزاس(به انگلیسی: Wimberley, Texas) شهری در ایالت تگزاس از ایالات جنوبی ایالات متحده آمریکا است. در سرشماری سال ۲۰۰۰، جمعیت این شهر ۳۷۹۷ نفر اعلام شد.